# ميل بايتون
ميل بايتون (بالإنجليزية: Mel Payton)‏ مواليد 16 يوليو 1926 في مارتينسفيل - الوفاة 12 مايو 2001، كان لاعب كرة سلة أمريكي. بدأ مسيرته الاحترافية في سنة 1951. تم اختياره من قبل فريق غولدن ستايت ووريورز خلال الدرافت. بلغ طوله 6 قدم 4 بوصة (1.9 م). اعتزل اللعب في 1953.

## روابط خارجية
- ميل بايتون على موقع إن بي أي (الإنجليزية)
- ميل بايتون على موقع سبورتس رفرنس (الإنجليزية)
- ميل بايتون على موقع كلية كرة السلة في سبورتس رفرنس.كوم (الإنجليزية)
- ميل بايتون على موقع ريلجم (الإنجليزية)
- ميل بايتون على موقع بروبوليرز (الإنجليزية)